# Чураков, Пётр Павлович
Петр Павлович Чураков (род. 10 августа 1945, Джамбул, КазССР, СССР) — российский ученый в области электронных устройств. Доктор технических наук, профессор. Заслуженный работник высшей школы РФ. Почётный работник высшего профессионального образования РФ.
Профессор кафедры «Информационно-измерительная техника и метрология» ПГУ.

## Биография
Родился 10 августа 1945 г. в городе Джамбул (ныне Тараз) республики Казахстан.
В 1968 г. окончил Куйбышевский политехнический институт (ныне Самарский государственный технический университет), факультет автоматики и информационной техники по специальности «Промышленная электроника» (специализация «Электронные устройства управления»).
После окончания института работал: в 1968—1969 гг. на Прибалтийском судостроительном заводе «Янтарь» (г. Калининград), с 1969 по 1970 гг. — в Куйбышевском политехническом институте, НПО «Электроприбор» г. Пенза.
В ПГУ работает с 1970 года. С 1970 по 1978 гг. работал в должности инженера важнейшей темы ОНИЛ «Автоматизация электрических измерений и контроля» при кафедре «Информационно-измерительная техника». С 1978 по 2000 гг. работал на кафедре «Радиотехника и радиоэлектронные системы».
С 2000 по 2005 годы — декан факультета автоматики и информационной техники. С 2005 по 2011 годы — декан факультета приборостроения и информационной техники. С 2011 по 2015 годы — декан факультета приборостроения, информационных технологий и систем.
С 2015 года по настоящее время — профессор кафедры «Информационно-измерительная техника и метрология» ПГУ.

## Научная деятельность
В 1978 году Чураков П. П. защитил кандидатскую диссертацию на тему «Разработка и исследование преобразователей параметров двухполюсных электрических цепей в частотно-временные сигналы», в 1998 году он защитил докторскую диссертацию на тему «Синтез и обработка сигналов в устройствах измерения параметров электрических цепей». Ученое звание доцента ему было присвоено в 1983 году, профессора — в 2000 году.
Область научных интересов: физические основы измерения; измерение параметров электрических цепей и материалов; информационные системы измерения, управления и контроля с использованием параметрических и генераторных первичных преобразователей различных физических величин; устройства генерации, формирования и обработки широкополосных сигналов.

## Публикации
Автор свыше 270 публикаций, в том числе 2 монографий, 60 авторских свидетельств и патентов РФ на изобретения, свидетельств на регистрацию программ для ЭВМ и полезных моделей, более 60 статей в центральных и зарубежных журналах, а также 10 учебно-методических пособий.
Некоторые труды:
- Чураков П. П., Свистунов Б. Л. Измерители параметров катушек индуктивности: Монография. — Пенза: Изд-во ПГУ, 1998. — 180стр.
- Чураков П. П. Зондирующие сигналы навигационных и локационных радиотехнических систем. -Пенза: РИО ППИ, 1991.
- Свистунов Б. Л., Чураков П. П. Физические основы измерений. Базовый курс подготовки специалистов. М.: Датчики и системы. −2003, № 10.
- Опыт разработки и перспективы создания учебных лабораторий удаленного доступа по дисциплинам радиотехнического профиля /Ю. М. Кузнецов, А.И., Мартяшин, А. А. Поляков, П. П. Чураков // Сб. статей «Индустрия образования». Вып. 1. — М: МГИУ, 2001. — с. 190—199.
- Ишков А. С., Чураков П. П. Контроль магнитных параметров при изготовлении высокочастотных выкуумных устройств — Контроль. Диагностика, 2006, № 3. — с.17-19.
- Спектральный анализ радиотехнических сигналов. Часть 1. Периодические и непериодические колебания /С. К. Куроедов, П. П. Чураков//Учебное пособие — Пенза: Изд-во ПГУ, 2008. — 104с.
- Модель эффективной поверхности рассеяния движущегося человека для радиотехнических информационно-измерительных систем ближнего действия / Л. Е. Дебедев, А. Е. Матвиенко, П. П. Чураков //Радиосистемы, вып. 148. Территориально распределенные системы. — 2010, № 8. — с.41-47.
- Тычков А. Ю., Чураков П. П. Обработка флюорографических снимков методом декомпозиции на электрические моды. — М.: Измерительная техника, 2010, № 10. -с.30-32.
- Метрология и радиоизмерения: Учебное пособие. Часть 1. Основные понятия. О. Н. Бодин, П. П. Чураков — Пенза: изд-во ПГУ, 2011. — 152с.
- Маркелов М. К., Чураков П. П. Устройство с вихретоковым преобразователем для контроля параметров вибрации. Измерительная техника, 2013, № 12. -с.40-43.
- Изучение методов анализа и обработки сигналов. Современные методы обработки речевых сигналов. /Тычков А. Ю., Алимурадов А. К., Чураков П. П. // Учебное пособие в 2 ч. — Пенза: изд-во ПГУ, ч.1. 2014. — 72с.
- Тычков А. Ю., Кузьмин, Чураков П. П. Применение теории Гильберта-Хуанга в задачах обработки кардиографической информации: Монография.- Пенза: изд-во ПГУ. 2015. — 180с.
- Алимурадов А. К., Чураков П. П. Применение методов декомпозиции на имперические моды в задаче фильтрации речевых сигналов в условиях интенсивных помех.- Измерение. Мониторинг. Управление. Контроль. НПЖ.- Пенза: изд-во ПГУ. 2016. № 1(15). — с.4-14.
- Ромащенко М. А., Чирков О. Н., Чураков П. П. Эффективный алгоритм оценки канала радиосвязи с пространственной модуляцией // Радиотехника. 2021. Т. 85. № 6. С. 52-56.
- P.P. Churakov, A.Yu. Tychkov Processing photofluorographic images by means of decomposition into empirical modes (статья) Measurement Techniques. — Springer, USA, 2011.- Vol. 53. № 10. P. 1125—1129.
- P.P. Churakov, A.A. Davedova , A.Yu. Tychkov, O.N. Bodin A.V. Kuzmin Information measuring system for preprocessing photofluorographic picture (статья) Measurement Techniques. — Springer, USA, 2011. -Volume 54, Pages 1002—1009.
- P.P. Churakov, O.N. Bodin A.Yu., Tychkov An Automated System for Heart Contour Delineation in Photofluorographic Images (статья) Biomedical Engineering. — Springer, USA, 2011. — Volume 59, Pages 125—133.
- P.P. Churakov, O.N. Bodin, A.Yu. Tychkov Automated system for heart contour delineation in photofluorographic images (статья) Biomedical Engineering. Publishers. — Springer New York. — USA, 2011. Vol. 29. P. 144—151. DOI 10.1007/S10527-011- 9207-2.

## Изобретения
- Тычков А. Ю., Алимурадов А. К., Шакурский А. И., Акчурин Р. Р., Чураков П. П. Мобильный терминал комплексной оценки состояния здоровья: патент на полезную модель RU 176527 U1, 22.01.2018.
- Тычков А. Ю., Алимурадов А. К., Чураков П. П., Тычкова А. Н. Программа обнаружения энергетических маркеров стрессовых ситуаций на ЭЭГ: свидетельство о регистрации программы для ЭВМ RU 2018612835, 01.03.2018.
- Тычков А. Ю., Алимурадов А. К., Чураков П. П. Способ адаптивной обработки речевых сигналов в условиях нестабильной работы речевого аппарата: патент на изобретение RU 2582050 C1, 20.04.2016.
- Грачев А. В., Гудожников Е. С., Чураков П. П. Преобразователь параметров кондкутометрического датчика в напряжение: патент на изобретение RU 2483313 C1, 27.05.2013.
- Бодин О. Н., Кривоногов Л. Ю., Тычков А. Ю., Чураков П. П. Устройство для регистрации электрокардиосигналов: патент на изобретение RU 2452364 C1, 10.06.2012.
- Мартяшин А. И., Чайковский В. М., Чураков П. П. Преобразователь параметров четырёхэлементных двухполюсников в напряжение: авторское свидетельство SU 938199 A1, 23.06.1982.
- Мартяшин А. И., Морозов А. Е., Чураков П. П., Шахов Э. К., Шляндин В. М. Преобразователь параметров двухэлементных электрических цепей в унифицированные сигналы: авторское свидетельство SU 382231 A1, 22.05.1973.

## Награды
- Заслуженный работник высшей школы Российской Федерации;
- Почётный работник высшего профессионального образования Российской Федерации.